# عادل العزازي
عادل يوسف العزازي (ولد عام 1958) هو شيخ سلفي مصري يُكنى بأبو عبد الرحمن. نجح في انتخابات مجلس الشعب المصري 2011-2012 عن حزب النور وشغل عضوية الهيئة العليا للحزب قبل أن يستقيل من الحزب في يناير 2013 ويتفرغ للعمل الدعوي.

## مؤهلاته
- بكالوريوس الهندسة من كلية الهندسة بجامعة الأزهر عام 1982م.
- ماجستير الحديث من كلية أصول الدين، جامعة الأزهر عام 1997م، عن رسالة بعنوان «نخب الأفكار شرح معاني الآثار للعينى».

## من شيوخه
- الشيخ محمد ناصر الدين الألباني، حيث رحل إليه وتلقى العلم على يده، وكان ذلك في الفترة ما بين 1983 – 19887م. كان هذا الطلب عبارة عن مُدارسة للمسائل العلمية لا سيما الحديثية، ومُسائلات واستفسارت في شتى فروع العلوم الشرعية، وقد استفاد الشيخ كثيرا من رحلته هذه ومن هذه المُدارسات، وكيف لا وقد لازم فيها وتلقى فيها عن الشيخ الإمام محدث العصر.
- الشيخ محمد نجيب المطيعي الشافعي الأزهري، مكمل كتاب المجموع للنووى، حيث لازمه حوالي خمس سنوات، فدرس على يديه جزءً من صحيح البخاري، وجزءً من حاشيتي قليوبي وعميرة في الفقه الشافعي، وجزءً من الأشباه والنظائر في أصول وفروع الشافعية.

منَّ الله عليه فوجهه لدعوة الناس وقيده لتعليمهم وإرشادهم، فطاف وما زال على مساجد السنة بمصر فعمل بالخطابة والتدريس فيها قرابة خمس وعشرين سنة – نسأل الله أن يرزقنا وإياه الإخلاص وأن يبارك لنا فيه ، بعض هذه الدروس دعوى وعظي وبعضها علمي منهجي، فشرع في شرح العديد من الكتب، بعضها اكتمل وبعضها لم يكتمل بعد يسر الله إكمالها والانتفاع بها كشرح «رياض الصالحين»، وشرح «تمام المنة» وغير ذلك... كما اشتغل وما زال بتدريس مادة: «مصطلح الحديث» بـ «معهد حلوان الشرعي» بحلوان، ومادة: «علوم الحديث» ب «معهد إعداد الدعاة بمركز أنصار السنة» بعابدين - القاهرة.

## مصنفاته
- تنبيه الأنام إلى ما في كتاب هرمجدون من ضلالات وآثام
- تمام المنة في فقه الكتاب وصحيح السنة (كتاب الطهارة)... وهي رسالة صغيرة الحجم، من سلسلة لطيفة الفكرة، عظيمة الفائدة، في الفقه الإسلامي، والتي حرص فيها على الاختصار مع ذكر الأدلة بدون توسع... وهي مهمة لمن يريد معرفة أحكام دينه بأسلوب بسيط ميسر، فهي جيدة للمبتدئ، لذا فقد نفع الله بها الكثير ولله الحمد والمنة.
- تمام المنة في فقه الكتاب وصحيح السنة (كتاب الصلاة – الجزء الأول)
- تمام المنة في فقه الكتاب وصحيح السنة (كتاب الزكاة)
- تمام المنة في فقه الكتاب وصحيح السنة (كتاب الصيام)
- حادي السعداء بالرغبة والرجاء، مؤسسة قرطبة، الهرم، مصر
- رسالة «ماذا يعنى انتمائي لأهل السنة والجماعة؟»، مؤسسة قرطبة، الهرم، مصر، 2002م
- دموع الخائفين من رب العالمين، مكتبة أولاد الشيخ، الهرم، مصر، الجزأين الأولين من «سلسة عبودية القلب».
- مشاهد الإيمان في شهر رمضان، مكتبة أولاد الشيخ، الهرم، مصر،
- فتح الكريم في أحكام الحامل والجنين، مكتبة أولاد الشيخ، الهرم، مصر،
- تذكير أولات الألباب بفضل الحجاب والنقاب، مكتبة التوعية الإسلامية، الهرم، مصر
- الشهب والحراب على من حرم النقاب، مكتبة التوعية الإسلامية، الهرم، مصر
- وقاية المؤمنين من العين وشر الحاسدين، مكتبة التوعية الإسلامية، الهرم، مصر

## الكتب المحققة والمهذبة
- مسند ابن أبي شيبة (مجلدين)، دار الوطن- السعودية
- الأمالى لابن بشران (مجلد)، دار الوطن- السعودية
- معرفة الصحابة لأبى نعيم (7 مجلدات)، دار الوطن- السعودية
- رسائل الحافظ ابن حجر (مجلد)، مكتبة التوعية الإسلامية
- الفقيه والمتفقه للحافظ العراقي (مجلدين)، دار ابن الجوزى - السعودية
- اختصار الفقيه والمتفقه (مجلد)، دار الوطن- السعودية

تحت الطبع عدد من المصنفات منها: «نسيم المحبة ورحيق الأنس بالله» وهو الجزء الثالث من «سلسلة عبودية القلب»، وتكملة سلسلة «تمام المنة» –كتاب الصلاة والحج..إلخ -، وغير ذلك.. يسر الله خروجها.